# 242 Kriemhild
242 Kriemhild је астероид главног астероидног појаса са пречником од приближно 38,90 km.
Афел астероида је на удаљености од 3,208 астрономских јединица (АЈ) од Сунца, а перихел на 2,526 АЈ.
Ексцентрицитет орбите износи 0,118, инклинација (нагиб) орбите у односу на раван еклиптике 11,327 степени, а орбитални период износи 1773,736 дана (4,856 године).
Апсолутна магнитуда астероида је 9,20 а геометријски албедо 0,244.
Астероид је откривен 22. септембра 1884. године.